# گینی (ویرجینیا)
گینی (به انگلیسی: Guinea) یک منطقهٔ مسکونی در ایالات متحده آمریکا است که در شهرستان کارولین، ویرجینیا واقع شده‌است. گینی ۴۱٫۱۵ متر بالاتر از سطح دریا واقع شده‌است.